# Romina Pourmokhtari
Romina Pourmokhtari (ur. 12 listopada 1995 w Sundbybergu) – szwedzka polityk, działaczka Liberałów, posłanka do Riksdagu, od 2022 minister.

## Życiorys
Córka Irańczyka, który z przyczyn politycznych wyemigrował do Szwecji. Studiowała nauki polityczne na Uniwersytecie w Uppsali.
Zaangażowała się w działalność polityczną w ramach Liberałów. Była etatowym pracownikiem tej formacji, zajmowała się kwestiami kulturalnymi w regionie Sztokholm. W 2018 została wiceprzewodniczącą LUF, młodzieżówki swojego ugrupowania. Od 2019 do 2022 pełniła funkcję przewodniczącej tej organizacji. W wyborach w 2022 uzyskała mandat posłanki do Riksdagu.
W październiku tego samego roku objęła urząd ministra klimatu i środowiska w utworzonym wówczas rządzie Ulfa Kristerssona.